# Дувало
Дувало (макед. Дувало) — фумарольное поле, расположенное у восточной окраины жилой застройки села Косел в пределах центральной части его территории, недалеко от озера Охрид на юго-западе Северной Македонии. Находится на высоте примерно 750 метров над уровнем моря. Крупнейшая фумарола напоминает миниатюрный кратер диаметром 50 сантиметров и глубиной 30 см. Кратер и прилегающая к нему местность являются охраняемой государством природной территорией в статусе памятника природы.
Газообразный диоксид углерода и диоксид серы выделяются из отверстия, и запах серы, как говорят жители, ощущается в радиусе 3 километров вокруг него. Он представляет собой последние следы исторически значимой вулканической активности в этом районе. Во времена Османской империи он использовался для добычи серы. Является последним действующим балканским вулканом. Извержение произошло в 2014 году.